# Fritz Jacobsen
Fritz Jacobsen (Charlottenburg, 7 luglio 1894 – Norimberga, 3 agosto 1981) è stato un militare e aviatore tedesco asso dell'aviazione durante la prima guerra mondiale accreditato di 8 vittorie aeree confermate e 2 non confermate.

## Biografia
Fritz John Jacobsen nacque il 21 maggio 1896 a Berlino-Charlottenburg, nell'Impero tedesco. Si interessò all'aviazione nel 1909, quando era adolescente. Nel 1914, pilotava aerei Etrich Taube al Johannisthal Air Field, 15 km a sud-est di Berlino. Si è qualificato come Pilota collaudatore ed istruttore prima di unirsi al der Fliegertruppen (le truppe aeree) per il suo servizio militare della prima guerra mondiale. Una volta entrato, era già il capo pilota dell'Armee Flugpark (Army Flight Park) II all'inizio del 1915 nonostante la sua giovane età. Nel maggio del 1915, fu inviato al Flieger-Abteilung (Flier Detachment) I.
L'11 novembre 1916, si unì ad una Squadriglia da caccia, la Jagdstaffel 17. Il mese seguente, prestò un breve servizio con la Jagdstaffel 9 prima di trasferirsi di nuovo il 15 dicembre 1916, questa volta alla Jagdstaffel 31. Jacobsen segnò la sua prima vittoria aerea con essi, abbattendo un Bristol F.2 Fighter del No. 48 Squadron alle 10:50 ore del 6 luglio 1917 su Sailly. Jacobsen avrebbe ottenuto una seconda vittoria aerea contro un Sopwith Camel del No. 70 Squadron su Linselles alle 07:52 ore il 19 agosto 1917. Aveva anche un rivendicato un abbattimento il 28 settembre, che non è stato confermato, quando era stato abbattuto alla fine di quella battaglia aerea. Nell'ottobre 1917, la Jasta 31 e Jacobsen si trasferirono dalla Francia all'Italia. Il 26 ottobre 1917, Jacobsen fu nuovamente abbattuto dopo un combattimento da un Caproni della 10ª Squadriglia da bombardamento "Caproni" e rivendica una sua affermazione non confermata su un bombardiere Caproni italiano.
La Jasta 31 tornò in Francia nel febbraio del 1918 e Jacobsen andò con loro, ma il 5 marzo si trasferì alla Jagdstaffel 73. Tra il 30 maggio e il 4 settembre 1918, abbatté altri cinque aerei nemici ed un pallone da osservazione (Pallone frenato. Ha ricevuto sia la Seconda che la Prima Classe della Croce di Ferro. Jacobsen sopravvisse alla guerra.
Fritz John Jacobsen è morto a Norimberga, in Germania il 3 agosto 1981.